# Bradley Bubb
Bradley Bubb (ur. 20 maja 1987) – grenadyjski piłkarz grający na pozycji napastnika w Aldershot Town.

## Kariera klubowa
Karierę piłkarską Bubb rozpoczął w amatorskim angielskim klubie o nazwie Chalfont St Peter. Grał w nim w sezonie 2007/2008, a następnie odszedł do innego amatorskiego zespołu, Beaconsfield SYCOB. W 2009 roku ponownie zmienił klub i został piłkarzem Farnborough FC. W 2010 roku awansował z nim do Conference South (odpowiedniku VI. ligi). W czerwcu 2011 roku podpisał kontrakt z Aldershot Town z Football League Two.

## Kariera reprezentacyjna
W reprezentacji Grenady Bubb zadebiutował 26 listopada 2010 roku w zremisowanym 1:1 meczu Pucharu Karaibów 2010 z Martyniką. W 2011 roku został powołany do kadry na Złoty Puchar CONCACAF 2011.